# Либеральный консерватизм
Либера́льный консервати́зм — движение в консерватизме, в котором присутствует либерализм.
Основные признаки: более либеральное отношение по моральным и социальным признакам, более либеральное отношение к экономике (и в частности, принцип невмешательства), энвайронментализм и зелёная политика.
Считается умеренно правой идеологией. Иногда его путают с консервативным либерализмом, представляющем собой направление внутри либерализма.

## История
Сформировался в XVIII—XIX веке, в результате синтеза консервативных и либеральных идей в политической философии.

### Либеральный консерватизм в России
В русской политической мысли понятия «либеральный консерватизм» и «консервативный либерализм» не имеют фиксированных, раз и навсегда определённых значений: круг «либеральных консерваторов» варьируется в зависимости от представлений исследователей о каждой из составляющих данного понятия. К числу «либеральных консерваторов» исследователи причисляют Александра Пушкина (по известному определению Петра Вяземского), Бориса Чичерина, Партию мирного обновления, Петра Струве, Семёна Франка, Сергея Булгакова и других представителей отечественной мысли.
В современной России либерально-консервативная идея представлена в основном партиями Гражданская платформа и Партия роста.